# Boxmeer
Boxmeer – holenderskie miasto i gmina w Brabancji Północnej. Gmina  leży nad Mozą.
W skład gminy wchodzą miejscowości Beugen, Boxmeer (siedziba gminy), Groeningen, Holthees, Maashees, Oeffelt, Overloon, Rijkevoort, Sambeek, Vierlingsbeek i Vortum-Mullem.